# Graham Coast

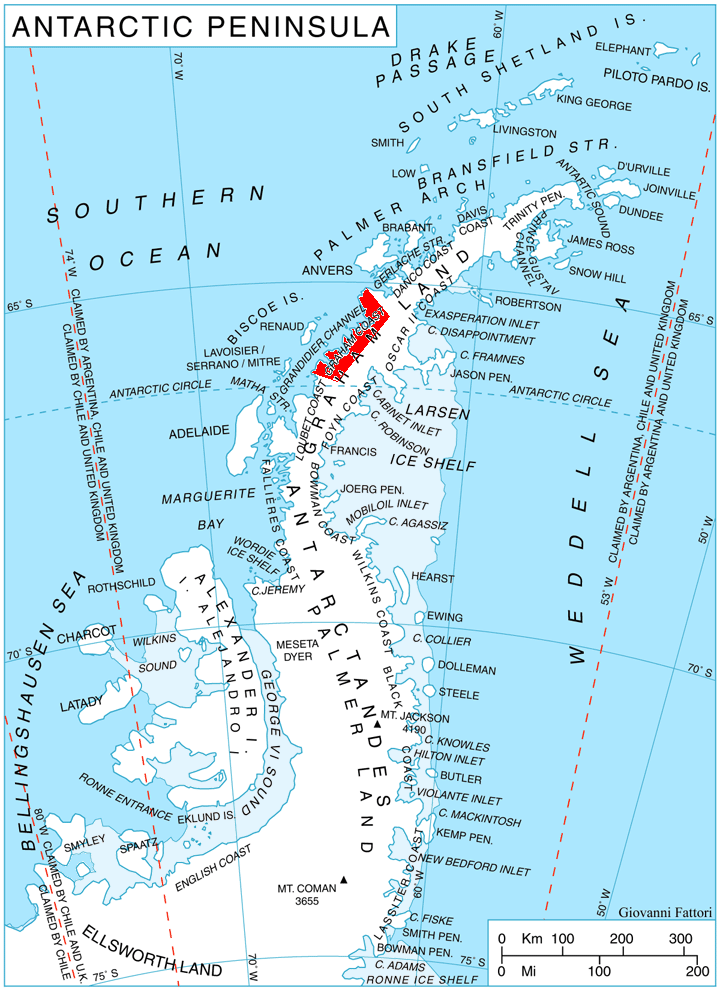
Wybrzeże na mapie Półwyspu Antarktycznego

Wybrzeże Grahama (ang. Graham Coast) – część zachodniego wybrzeża Ziemi Grahama na Półwyspie Antarktycznym, pomiędzy Wybrzeżem Danco a Wybrzeżem Loubeta. Na zachód od niego leżą północne Wyspy Biscoe.
Granice tego wybrzeża wyznaczają przylądki Cape Renard i Cape Bellue. Wybrzeże zostało nazwane na cześć Jamesa Grahama, pierwszego lorda Admiralicji w czasie, gdy John Biscoe badał zachodnie wybrzeże Półwyspu Antarktycznego (1832 r.).